# Panopticon (documentaire)
Panopticon is een documentaire uit 2012 van Peter Vlemmix. De film onderzoekt de huidige staat van privacy in Nederland, tegen de achtergrond van een steeds digitaler wordende wereld. De titel is een Grieks woord en betekent alziend.
In de film somt Vlemmix een aantal schendingen van privacy op, zoals gezichtsherkenning in Rotterdamse trams, nummerbord-opslag bij snelwegen, psychiatrische dossiers bij verzekeraars en overheid en deep packet inspection. Nederland blijkt laag te staan op privacylijsten. Voor veel mensen prevaleert opsporing boven privacy. Vlemmix maakt een vergelijking met Duitsland, waar hij meer privacybewustzijn aantreft, volgens de film als gevolg van de herinnering aan het nazibewind.
De film bevat interviews met onder anderen Alexander Klöpping, Brenno de Winter en Inez Weski.

## Uitzendingen
De film werd op 9 januari 2014 onder de titel Panopticon: illusie van privacy uitgezonden door BNN op Nederland 3. Ook andere landen vertoonden de documentaire.

## Trivia
Nrc.next onderzocht een bewering van Klöpping in de factcheckingrubriek Next checkt van 15 januari 2014. Klöpping beweert in Panopticon dat een vrouw haar uitkering kwijtraakte doordat ze dure biefstuk kocht met een Bonuskaart. Volgens Klöpping had de overheid de Albert Heijngegevens opgevraagd. Next beoordeelde deze bewering in eerste instantie als onwaar. Op 24 januari kwam Next checkt erop terug en meldde dat Klöpping over de zaak had gelezen in Binnenlands Bestuur met als oorspronkelijke bron het boek Privacy van Rudie Kagie.